# تعاون سحابي
التعاون السحابي هو وسيلة للمشاركة والتأليف المشترك لملفات الحاسوب عبر الحوسبة السحابية، حيث يتم رفع المستندات إلى سحابة مركزية ليتم تخزينها، ويمكن بعد ذلك الوصول إليها من قبل مُستخدمين آخرين، تتيح تقنيات التعاون السحابي للمستخدمين تحميل المستندات والتعليق عليها والتعاون فيها بل وتعديل المستند نفسه، بالإضافة إلى تطوير المستند.